# أندي ميتشيل (سياسي)
أندي ميتشيل هو سياسي كندي، ولد في 21 أبريل 1953 في مونتريال في كندا. حزبياً، نشط في الحزب الليبرالي الكندي.

## مناصب
- انتخب Minister responsible for the Federal Economic Development Initiative for Northern Ontario [الإنجليزية]‏ (28 يونيو 2005 – 5 فبراير 2006).
- انتخب عضو مجلس العموم الكندي (1993 – 2006).
- انتخب Minister of Crown–Indigenous Relations and Northern Affairs [الإنجليزية]‏ (12 ديسمبر 2003 – 20 يوليو 2004).
- انتخب وزير الزراعة والأغذية الزراعية (كندا) (20 يوليو 2004 – 5 فبراير 2006).